# ایر سافاریز
ایر سافاریز (به انگلیسی: Air Safaris) یک شرکت هواپیمایی نیوزلندی است که در تاریخ ۱۹۷۰ میلادی تأسیس شده است.
دفتر مرکزی ایر سافاریز در نیوزیلند واقع شده‌است و به ۵ مقصد، پرواز مستقیم انجام می‌دهد.

## نگارخانه

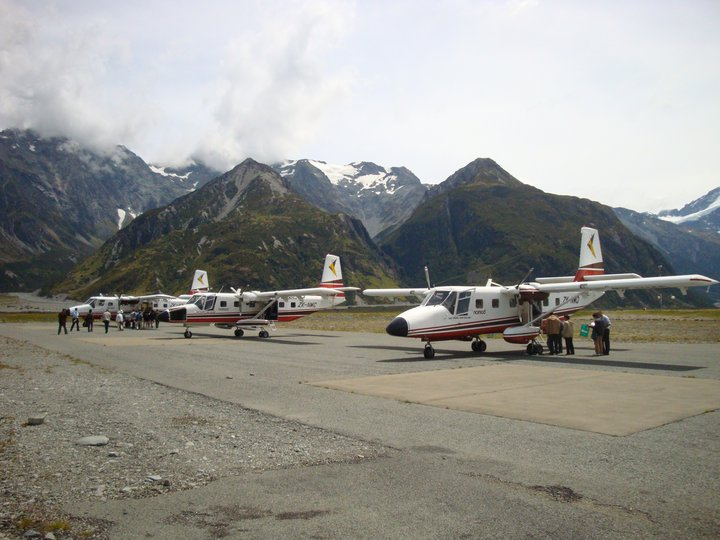
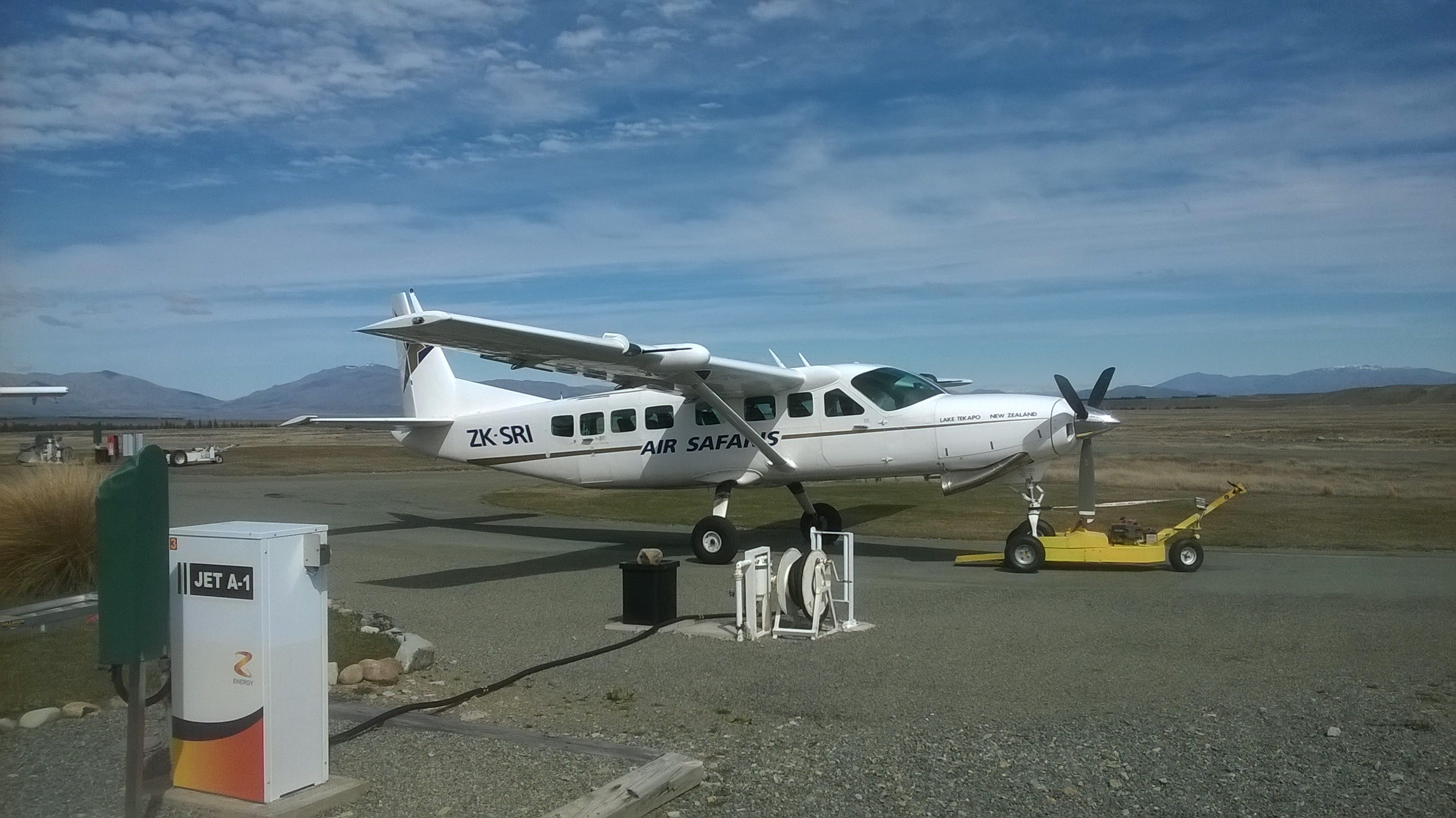
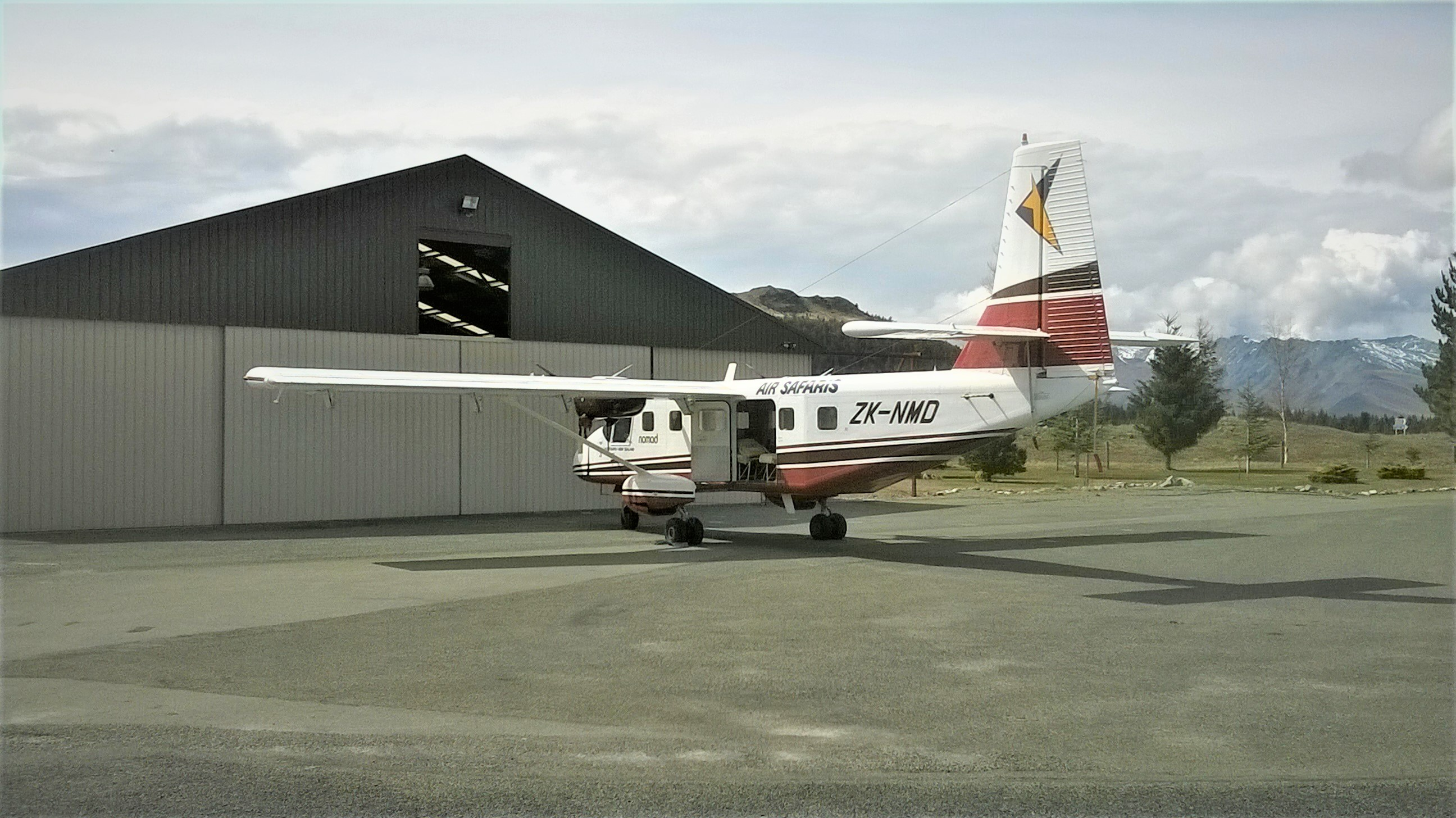
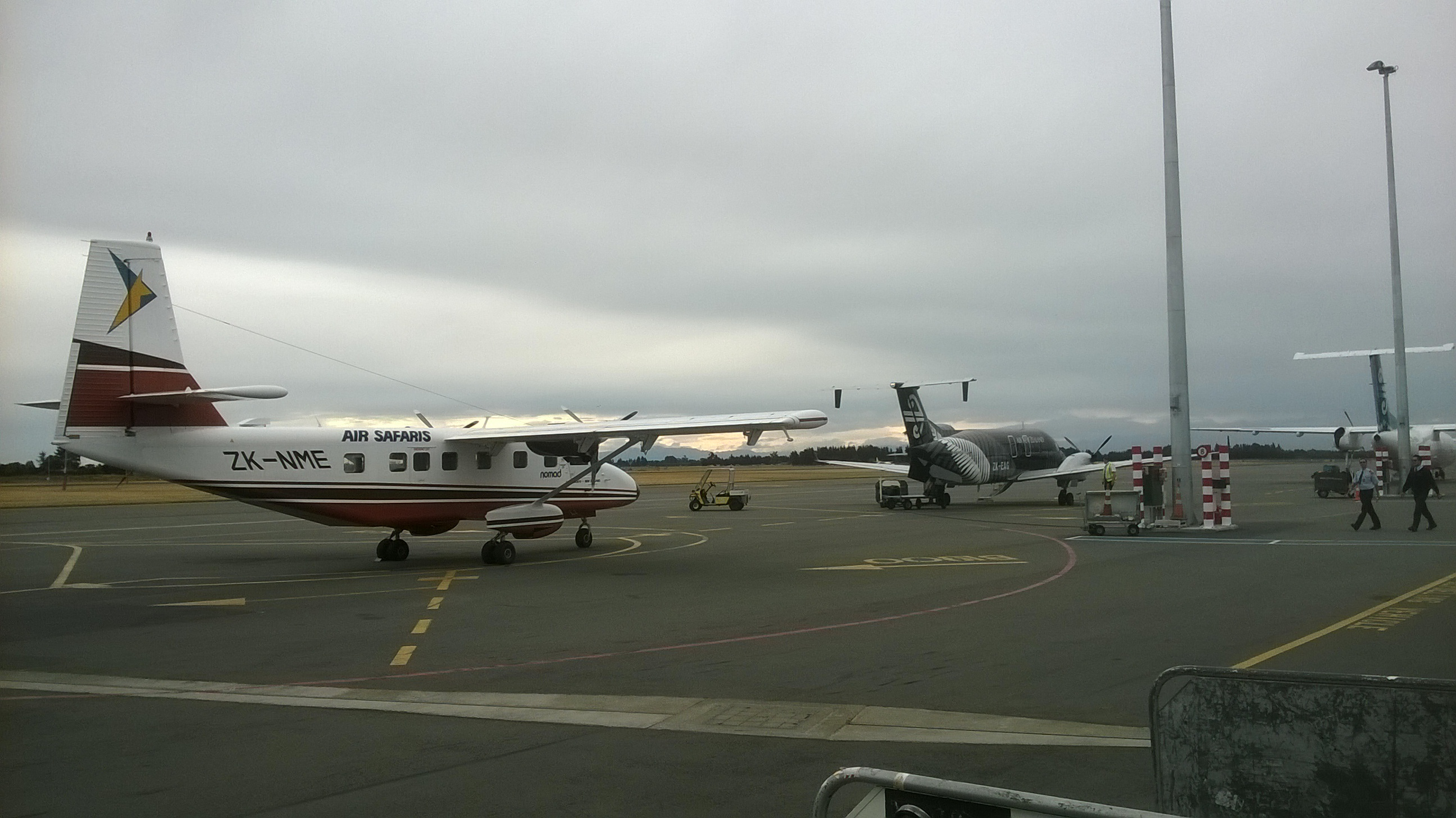